# Gerardo Espinoza Carrillo
Gerardo Espinoza Carrillo (Talcahuano, 23 de julio de 1926-Santiago, 10 de octubre de 2001) fue un profesor de historia, abogado y político chileno que se desempeñó como Ministro de Interior con Salvador Allende.

## Biografía
Era hijo de un Oficial de la Armada y de una dama de la colonia española, doña Pilar Carrillo Pastor. Tenía un medio hermano suboficial de la Armada chilena. Cursó sus estudios primarios en el Colegio Inmaculada de Talcahuano, y los secundarios en los Padres Franceses de Concepción, y en Liceos de Talcahuano y Concepción. Obtuvo el título de bachillerato en letras con mención en historia, ingresando en la Facultad de Derecho de la Universidad de Concepción, en la que se licenció en 1954, obteniendo su título de abogado en la Universidad de Barcelona, en España.
Siendo muy joven fue elegido regidor, entre 1956 y 1969, y posteriormente diputado del Congreso Nacional de Chile por la Provincia de Concepción de 1969 a 1973. Más tarde, fue designado Ministro del Interior, el 27 de marzo de 1973, por el presidente Salvador Allende.
Fue destituido el 19 de julio de 1973 tras haber sido aprobada una acusación constitucional en su contra, debido a su responsabilidad en el allanamiento e incautación de equipos del Canal 6 de la Universidad de Chile, que transmitía en dicha frecuencia debido a la toma de Canal 9 por parte de trabajadores de izquierda.
Más tarde y posterior al golpe militar, se fue exiliado a México, conociéndose únicamente de este hecho que fue ayudado para salir del país.

## Historial electoral

### Elecciones parlamentarias de 1973
- Elecciones Parlamentarias de 1973 para la 17ª Agrupación Departamental de Concepción[2]

### Elecciones parlamentarias de 1993
Diputado por el Distrito Nº43 (Talcahuano, en la VIII Región del Biobío)